# 黃色斜蒴蘚
黃色斜蒴蘚（学名：Mesonodon flavescens）为絹蘚科皺蘚屬下的一个种。